# Salón de la Fama del fútbol japonés
El Salón de la Fama del fútbol japonés (en japonés: 日本サッカー殿堂) está ubicado en el Museo del Fútbol de Japón (en japonés: 日本サッカーミュージアム), en el cuartel principal de la JFA en Bunkyō, Tokio. Fundado el 27 de mayo de 2005, el salón conmemora los grandes éxitos del fútbol japonés tanto como jugadores, entrenadores y otras figuras.

## Salón de la fama

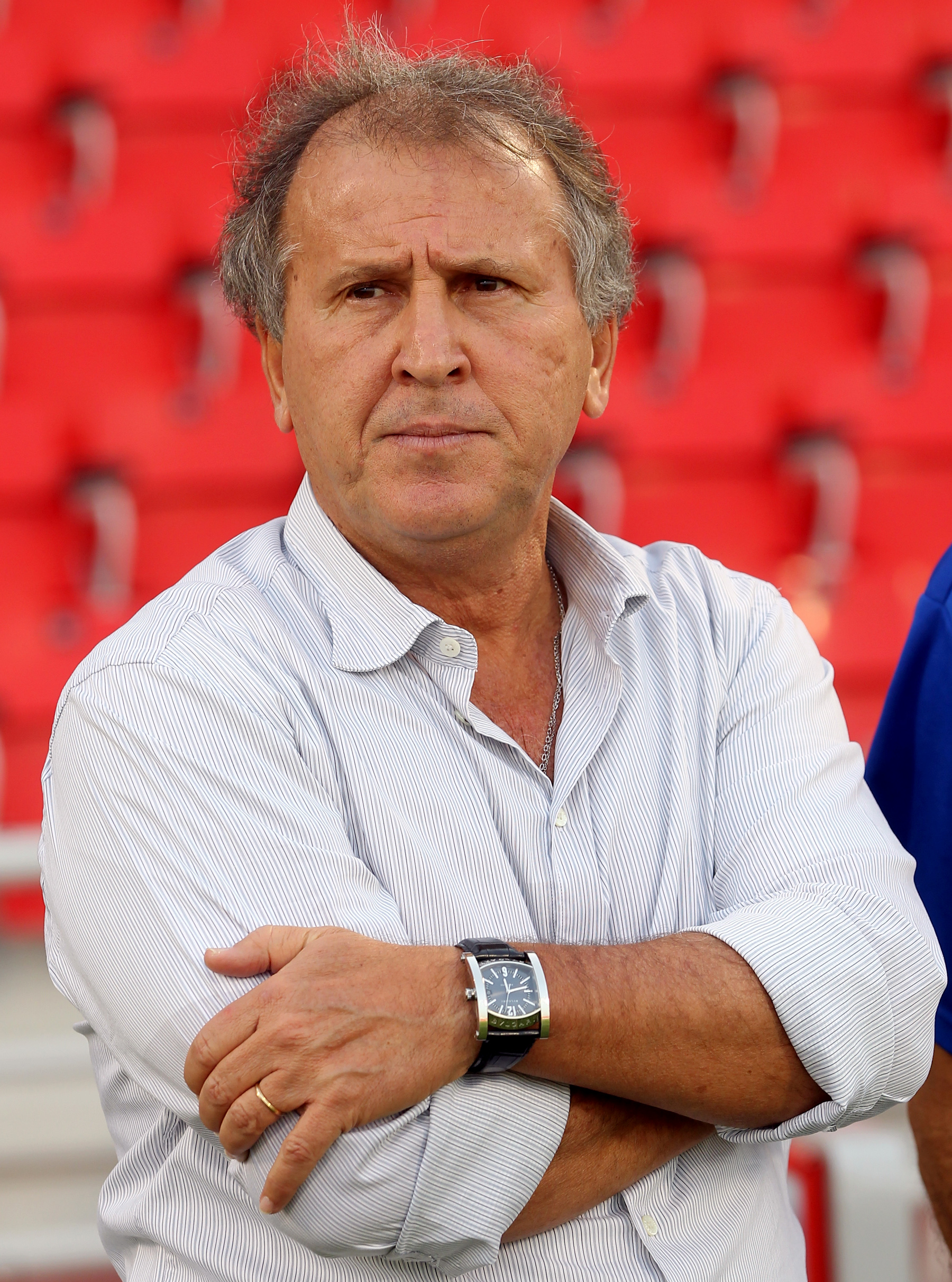
Zico, incluido en 2016.

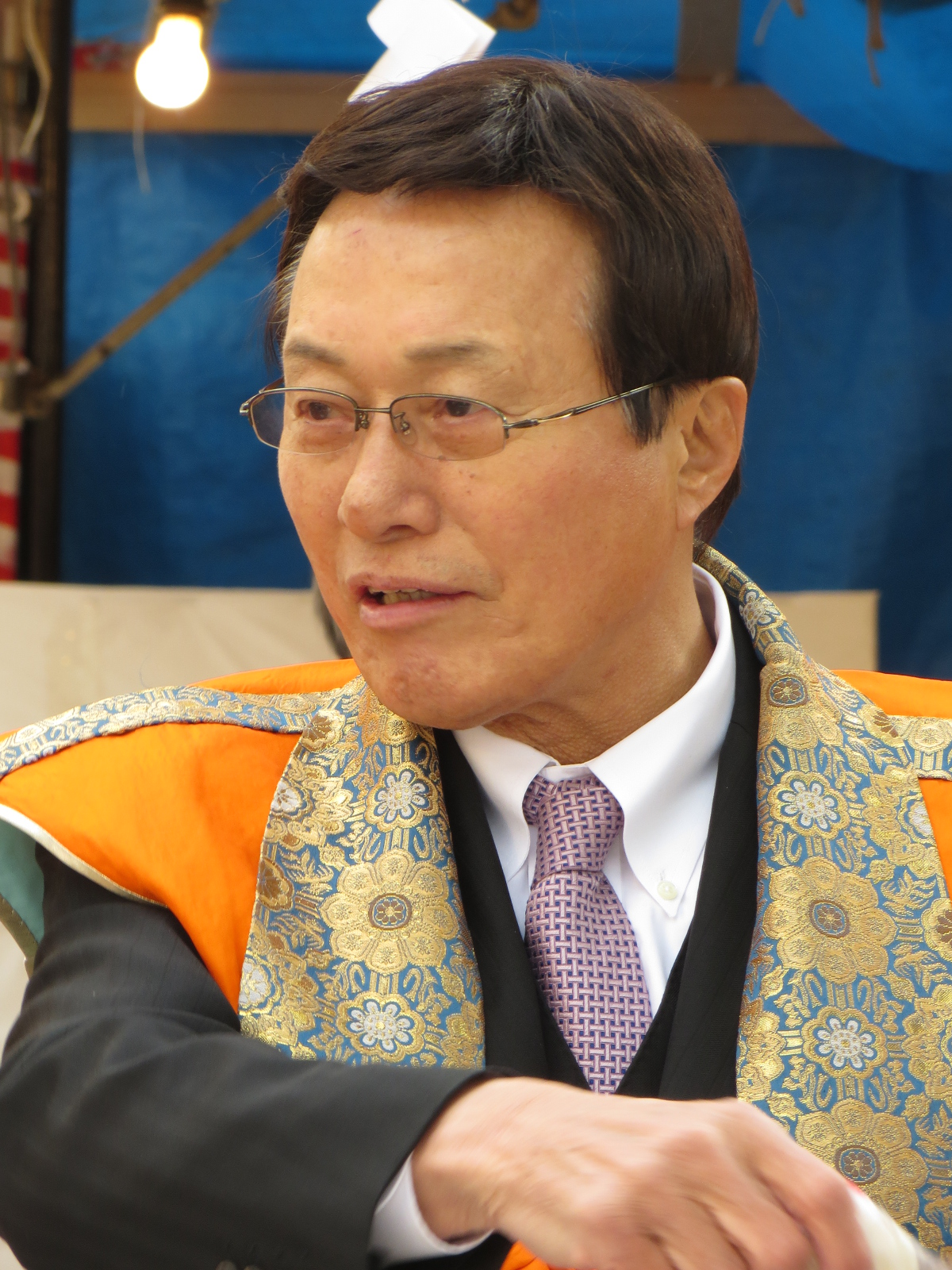
Kunishige Kamamoto, incluido en 2005, máximo goleador de la selección de Japón.

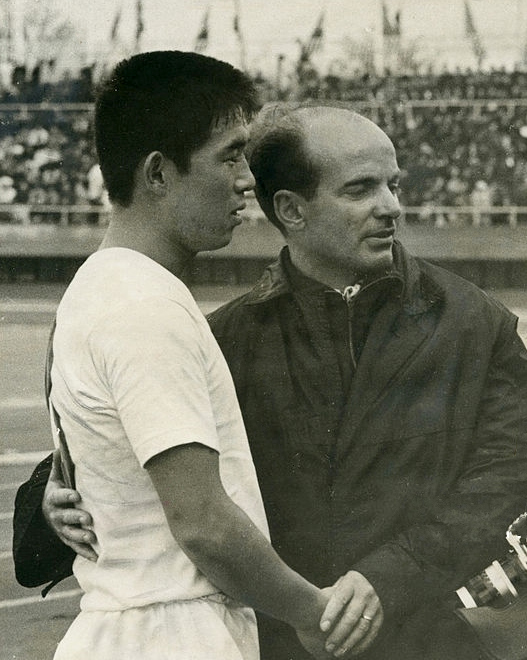
Dettmar Cramer, primer extranjero incluido en 2005.

| Año  | Nombre                  | Puesto      | Nacionalidad         | Nota                                                               |
| ---- | ----------------------- | ----------- | -------------------- | ------------------------------------------------------------------ |
| 2005 | Norihito de Takamado    |             | Japón                | Príncipe de Japón, presidente honorario de la JFA                  |
| 2005 | Kunishige Kamamoto      | DEL         | Japón                |                                                                    |
| 2005 | Ryuichi Sugiyama        | DEL         | Japón                |                                                                    |
| 2005 | Ryuzo Hiraki            | DEF         | Japón                |                                                                    |
| 2005 | Masakatsu Miyamoto      | DEF         | Japón                |                                                                    |
| 2005 | Shigeo Yaegashi         | MED         | Japón                |                                                                    |
| 2005 | Jikichi Imamura         |             | Japón                | Primer presidente de la JFA                                        |
| 2005 | Ryutaro Fukao           |             | Japón                | Presidente de la JFA (1935-1945)                                   |
| 2005 | Ryutaro Takahashi       |             | Japón                | Presidente de la JFA (1947-1954)                                   |
| 2005 | Yuzuru Nozu             |             | Japón                | Presidente de la JFA y miembro de la FIFA                          |
| 2005 | Tomisaburo Hirai        |             | Japón                | Presidente de la JFA (1976-1987)                                   |
| 2005 | Shizuo Fujita           |             | Japón                | Presidente de la JFA (1987-1992)                                   |
| 2005 | Hideo Shimada           |             | Japón                | Presidente de la JFA (1992-1994)                                   |
| 2005 | Ken Naganuma            | DEL         | Japón                | Presidente de la JFA (1994-1998)                                   |
| 2005 | Shunichiro Okano        | DEL         | Japón                | Presidente de la JFA (1998-2002)                                   |
| 2005 | Taizo Kawamoto          | DEL         | Japón                |                                                                    |
| 2005 | Dettmar Cramer          | DT          | Alemania             |                                                                    |
| 2005 | Goro Yamada             | MED         | Japón                |                                                                    |
| 2005 | Shigemaru Takenokoshi   | MED         | Japón                |                                                                    |
| 2005 | Chitaro Tanabe          | DT          | Japón                |                                                                    |
| 2005 | Shigeaki Murakata       | POR         | Japón                |                                                                    |
| 2006 | Toshio Iwatani          | DEL         | Japón                |                                                                    |
| 2006 | Takuji Ono              | DT          | Japón                | Director general de la JFA y entrenador                            |
| 2006 | Taro Kagawa             | DEL         | Japón                |                                                                    |
| 2006 | Hideo Shinojima         | DEL         | Japón                |                                                                    |
| 2006 | Teizo Takeuchi          | DEF         | Japón                |                                                                    |
| 2006 | Misao Tamai             | DEL         | Japón                |                                                                    |
| 2006 | Masanori Tokita         | DEL         | Japón                |                                                                    |
| 2006 | Sumioki Nitta           | DT          | Japón                | Miembro de la primera junta directiva de la JFA                    |
| 2006 | Hirokazu Ninomiya       | DEL         | Japón                |                                                                    |
| 2006 | Genichi Fukushima       | Referí      | Japón                |                                                                    |
| 2006 | Kenzo Yokoyama          | POR         | Japón                |                                                                    |
| 2006 | Takaji Mori             | DEF, DT     | Japón                |                                                                    |
| 2006 | Teruki Miyamoto         | MED, DT     | Japón                |                                                                    |
| 2006 | Masashi Watanabe        | DEL, DT     | Japón                |                                                                    |
| 2006 | Aritatsu Ogi            | MED, DT     | Japón                |                                                                    |
| 2006 | Gendo Tsuboi            |             | Japón                | Introdujo el fútbol en Japón                                       |
| 2006 | Tairei Uchino           |             | Japón                | Miembro fundador de la JFA                                         |
| 2007 | Mitsuo Kamata           | DEF, DT     | Japón                |                                                                    |
| 2007 | Yoshitada Yamaguchi     | DEF, DT     | Japón                |                                                                    |
| 2007 | Hiroshi Katayama        | DEF         | Japón                |                                                                    |
| 2007 | Kyaw Din                |             | Birmania británica   | Impulsor de fútbol en Asia                                         |
| 2007 | Shigeyoshi Suzuki       | DEL, DT     | Japón                |                                                                    |
| 2008 | Saburo Kawabuchi        | DEL, DT     | Japón                | Entrenador de Japón (1980-1981), Presidente de la JFA (2002-2008)  |
| 2008 | William Haigh           |             | Inglaterra           | Impulsor de fútbol en Japón.                                       |
| 2008 | Shiro Teshima           | DEL         | Japón                |                                                                    |
| 2009 | Ikuo Matsumoto          | DEL, DT     | Japón                | Medallista olímpico                                                |
| 2009 | Hidetoki Takahashi      | DEL, DT     | Japón                | Entrenador de Japón (1957; 1960-1962)                              |
| 2009 | Shiro Otani             | DEL, DT     | Japón                | Fundador del Kobe Football Club, primer club de Japón.             |
| 2009 | Yoshiyuki Maruyama      | Referí      | Japón                |                                                                    |
| 2010 | Daishiro Yoshimura      | MED, DT     | Japón                |                                                                    |
| 2010 | Hiroshi Ochiai          | DEF         | Japón                |                                                                    |
| 2010 | Hiroshi Kagawa          | DEL         | Japón                | Precursor del periodismo de fútbol en Japón.                       |
| 2010 | Noboru Ohata            |             | Japón                | Médico deportivo                                                   |
| 2010 | Toshio Asami            | MED, Referí | Japón                |                                                                    |
| 2010 | Ryozo Suzuki            | DEF         | Japón                |                                                                    |
| 2011 | Takeo Tawa              | DT          | Japón                | Entrenador y dirigente deportivo.                                  |
| 2011 | Sokichiro Ushiki        |             | Japón                | Periodista deportivo, cubrió 11 Copas del Mundo                    |
| 2011 | Christopher W. McDonald | POR         | Inglaterra           | Empresario y dirigente deportivo                                   |
| 2012 | Yasuhiko Okudera        | MED, DT     | Japón                | Centrocampista, entrenador y dirigente deportivo.                  |
| 2012 | Yoshikazu Nagai         | DEL, DT     | Japón                |                                                                    |
| 2012 | Katsuhiko Kaneko        |             | Japón                | Locutor deportivo entre 1957 y 2023                                |
| 2012 | Takeshi Narahara        |             | Japón                | Periodista deportivo entre 1961 y 2007                             |
| 2013 | Junji Ogura             |             | Japón                | Presidente de la JFA (2008-2011)                                   |
| 2013 | Hans Ooft               | DEL, DT     | Países Bajos         | Entrenador de Japón (1992-1993)                                    |
| 2013 | Shizuo Takada           | Referí      | Japón                |                                                                    |
| 2014 | Shinroku Morohashi      | DEL         | Japón                | Futbolista, empresario y dirigente deportivo                       |
| 2014 | Michihiro Ozawa         | MED         | Japón                |                                                                    |
| 2014 | Mutsuhiko Nomura        | DEL, DT     | Japón                |                                                                    |
| 2015 | Teiichi Matsumaru       | MED         | Japón                |                                                                    |
| 2015 | Yukio Shimomura         | POR, DT     | Japón                | Entrenador de Japón (1979-1980)                                    |
| 2015 | Hiroshi Ninomiya        | DEL, DT     | Japón                | Entrenador de Japón (1976-1978)                                    |
| 2015 | Kenji Onitake           | DEL, DT     | Japón                |                                                                    |
| 2016 | Zico                    | MED, DT     | Brasil               | Entrenador de Japón (2002-2006)                                    |
| 2017 | Shu Kamo                | DEL, DT     | Japón                | Entrenador de Japón (1994-1997)                                    |
| 2017 | Kyoji Imai              |             | Japón                | Fotógrafo deportivo.                                               |
| 2018 | Hisashi Kato            | DEF, DT     | Japón                |                                                                    |
| 2018 | Ruy Ramos               | MED, DT     | Brasil               | Entrenador de Japón (fútbol playa)                                 |
| 2019 | Akira Nishino           | MED, DT     | Japón                | Entrenador de Japón (2018)                                         |
| 2019 | Takeshi Okada           | DEF, DT     | Japón                | Entrenador de Japón (1997-1998; 2007-2010)                         |
| 2019 | Norio Sasaki            | MED, DT     | Japón                | Entrenador de Japón femenino (2008-2016)                           |
| 2020 | Kazushi Kimura          | MED, DT     | Japón                |                                                                    |
| 2020 | Philippe Troussier      | DEF, DT     | Francia              | Entrenador de Japón (1998-2002)                                    |
| 2022 | Ivica Osim              | MED, DT     | Bosnia y Herzegovina | Entrenador de Japón (2006-2007)                                    |
| 2022 | Tadatoshi Komine        | DT          | Japón                |                                                                    |
| 2022 | Tomonori Kitayama       |             | Japón                | Empresario y dirigente deportivo                                   |
| 2022 | Michie Ayabe            |             | Japón                | Considerada la primera entrenadora japonesa                        |
| 2023 | Hideo Osawa             | POR, DT     | Japón                | Futbolista, entrenador y dirigente deportivo                       |
| 2023 | Kuniya Daini            | DEF, DT     | Japón                | Presidente de la JFA (2012-2016)                                   |
| 2023 | Sérgio Echigo           | MED         | Brasil               | Futbolista y comentarista deportivo.                               |
| 2023 | Yōichi Takahashi        |             | Japón                | Mangaka, creador de Captain Tsubasa                                |
| 2024 | Alberto Zaccheroni      | DT          | Italia               | Entrenador de Japón (2010-2014), campeón de la Copa Asiática 2011. |

## Otras introducciones
En 2016, se introdujo a la Selección de fútbol de Japón que disputó los Juegos Olímpicos de 1936, debut del seleccionado en la competición. Así como en 2018 se incluyó a la selección que logró el bronce en los Juegos Olímpicos de 1968.
En 2023 se incluyó a la Selección femenina de Japón campeona de la Copa Mundial Femenina de 2011.